# Сондерс (Южные Сандвичевы острова)
Сондерс (англ. Saunders Island) — вулканический остров в архипелаге Южные Сандвичевы острова. Был открыт в 1775 году Джеймс Куком. Примечателен тем, что в кратере вулкана находится стабильное лавовое озеро диаметром 700 метров — всего в мире существует восемь таких озёр. Входит в Южную Георгию и Южные Сандвичевы Острова (Великобритания), оспаривается Аргентиной.

## История
Остров Сондерс был открыт капитаном Джеймс Куком в 1775 году, который назвал его в честь сэра Чарльза Сондерса, Первого лорда Адмиралтейства. В 1819 году город был обследован более подробно в рамках Первой русской антарктической экспедиции адмиралом Фадеем Беллинсгаузеном, а в 1930 году посещён британским кораблём Discovery II. В 1964 году остров был исследован кораблём HMS Protector, в честь капитана которого, Мартина С. Олливанта, была названа крайняя западная точка острова, Олливант-Пойнт. Другой западной точкой острова является Кэри-Пойнт.

## Вулкан
Сондерс является вулканическим островом; на нём находится действующий стратовулкан Майкл высотой 990 метров. Известно о крупном извержении вулкана в 1819 году, а также о регулярных извержениях с 2000 года, в том числе в 2005 году. На вершине вулкана находится кратер диаметром 700 метров со стабильным лавовым озером — одним из восьми существующих лавовых озёр в мире.